# Orthopelma mediator
Orthopelma mediator ist eine Schlupfwespe aus der Unterfamilie der Orthopelmatinae. Die Art wurde von dem schwedischen Naturforscher Carl Peter Thunberg im Jahr 1824 erstbeschrieben. Der Namenszusatz leitet sich von dem lateinischen Begriff mediator für „in der Mitte befindlich“ ab. Sie wird im Deutschen gelegentlich als Gelbe Rosenschlupfwespe bezeichnet.

## Merkmale
Die Schlupfwespen sind etwa 5 mm lang. Kopf, Fühler und Thorax sind überwiegend schwarz gefärbt. Der Petiolus ist schwarz. Die Gastertergite sind rotbraun gefärbt. Die hintersten Tergite sind leicht verdunkelt. Die Beine sind überwiegend rotgelb. Die Coxae sowie die hinteren Femora sind verdunkelt, die Trochanteren und Palpen sind gelb. Die Klauen der Tarsen weisen einen großen basalen Zahn auf. Die Fühler der Weibchen besitzen 16–19 Geißelglieder. Der Clypeus ist deutlich vom Gesicht abgesetzt. Die Flügel weisen eine charakteristische Flügeladerung auf. Die Vorderflügel besitzen ein dreiecksförmiges Pterostigma. Das Areolet ist offen. Die Flügelbasis ist gelb. Die Weibchen besitzen einen relativ kurzen  Ovipositor, dessen Bohrerklappen 1–1,4 mm messen. In Europa kommt aus der Gattung Orthopelma neben Orthopelma mediator noch Orthopelma brevicorne vor. Deren Fühler sind kürzer und besitzen weniger Geißelglieder.

## Verbreitung
Orthopelma mediator ist in Europa und in Nordamerika verbreitet. In Europa kommt die Art im Süden von Skandinavien (Süd-Norwegen, Süd-Schweden), auf der Insel Großbritannien, in Mitteleuropa sowie in Südfrankreich (Côte d’Azur) und Südost-Spanien vor. In Nordamerika kommt die Art hauptsächlich im Süden Kanadas vor, von der Ostküste (Neufundland), über Ontario und die Prärieprovinzen bis zu den Rocky Mountains.

## Lebensweise
Orthopelma mediator ist ein koinobionter Endoparasitoid verschiedener Gallwespen der Gattung Diplolepis, welche sich in Pflanzengallen an den Blättern von Rosengewächsen entwickeln. Zu den Wirtsarten gehören neben der Gemeinen Rosengallwespe (Diplolepis rosae) Diplolepis eglanteriae, Diplolepis fructuum, Diplolepis mayri, Diplolepis nervosa und Diplolepis spinosissimae. Das Schlupfwespen-Weibchen platziert ihre Eier in die Kammern der Wirtsgallen. Die Schlupfwespenlarve parasitiert die Wirtslarve. Im Herbst hat sie ihre Entwicklung abgeschlossen und verlässt die leergefressene Wirtslarve und verpuppt sich innerhalb der Galle, wo sie auch überwintert. Im Frühjahr, zwischen Mitte April und Mitte Juni, frisst die Imago ein Loch durch die Gallenwand und verlässt die Galle.
Die Schlupfwespenlarve wird von den Erzwespenlarven Torymus bedeguaris und Pteromalus bedeguaris parasitiert. Als ein weiterer Parasitoid wird Aprostocetus zosimus genannt, eine Art aus der Familie der Eulophidae.

## Bilder

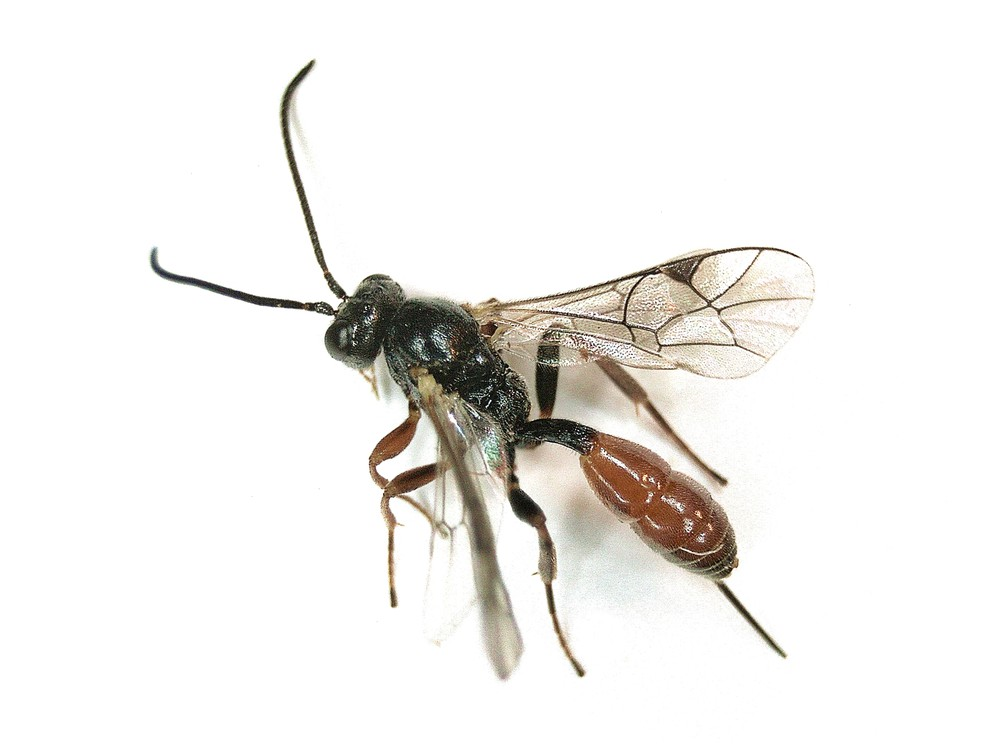
♀
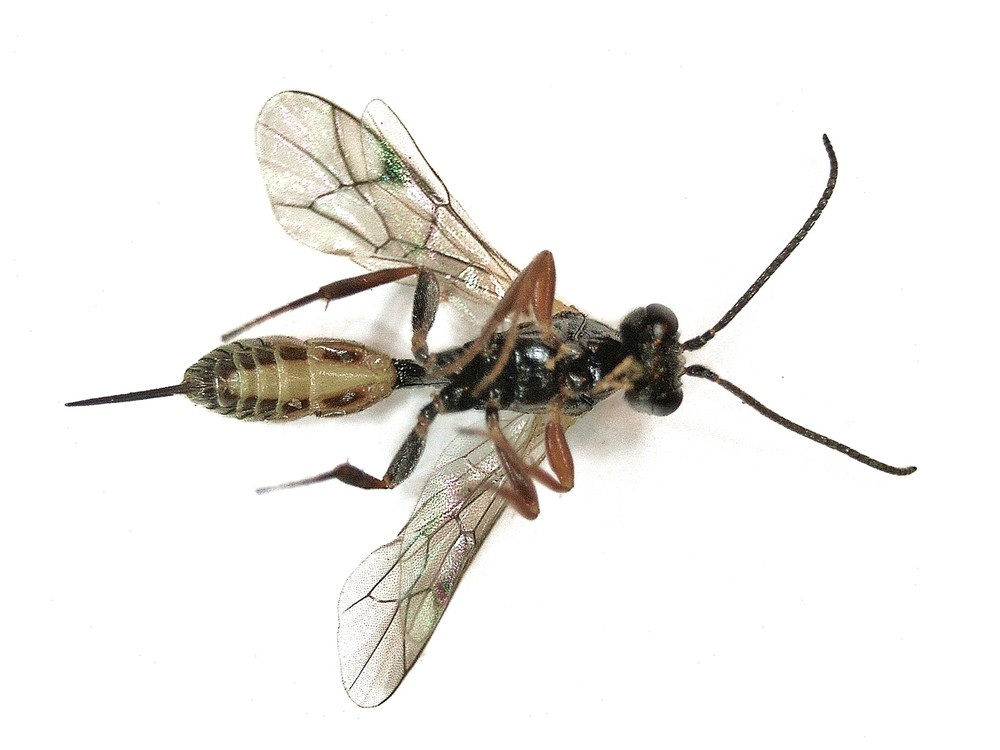
♀ Ventralansicht
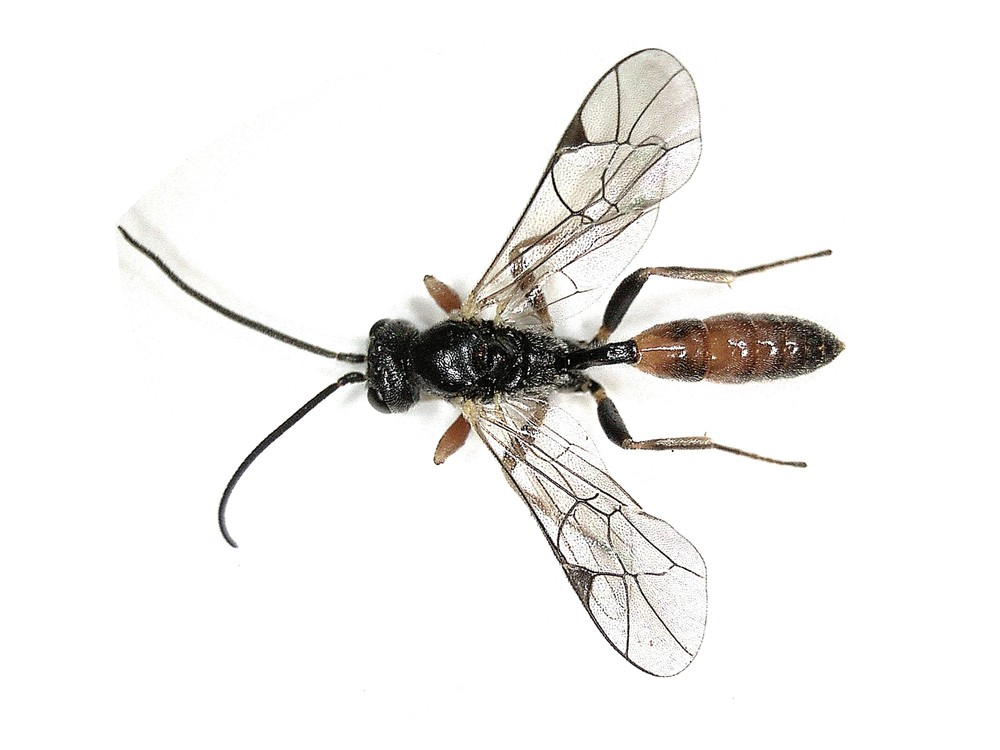
♂ Dorsalansicht
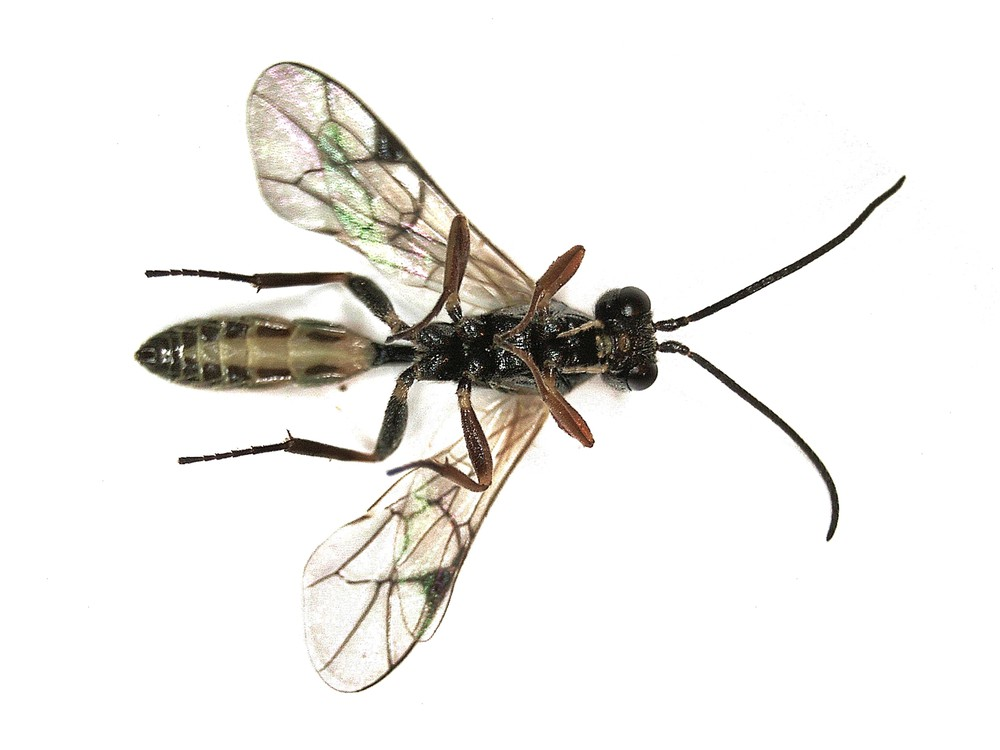
♂ Ventralansicht
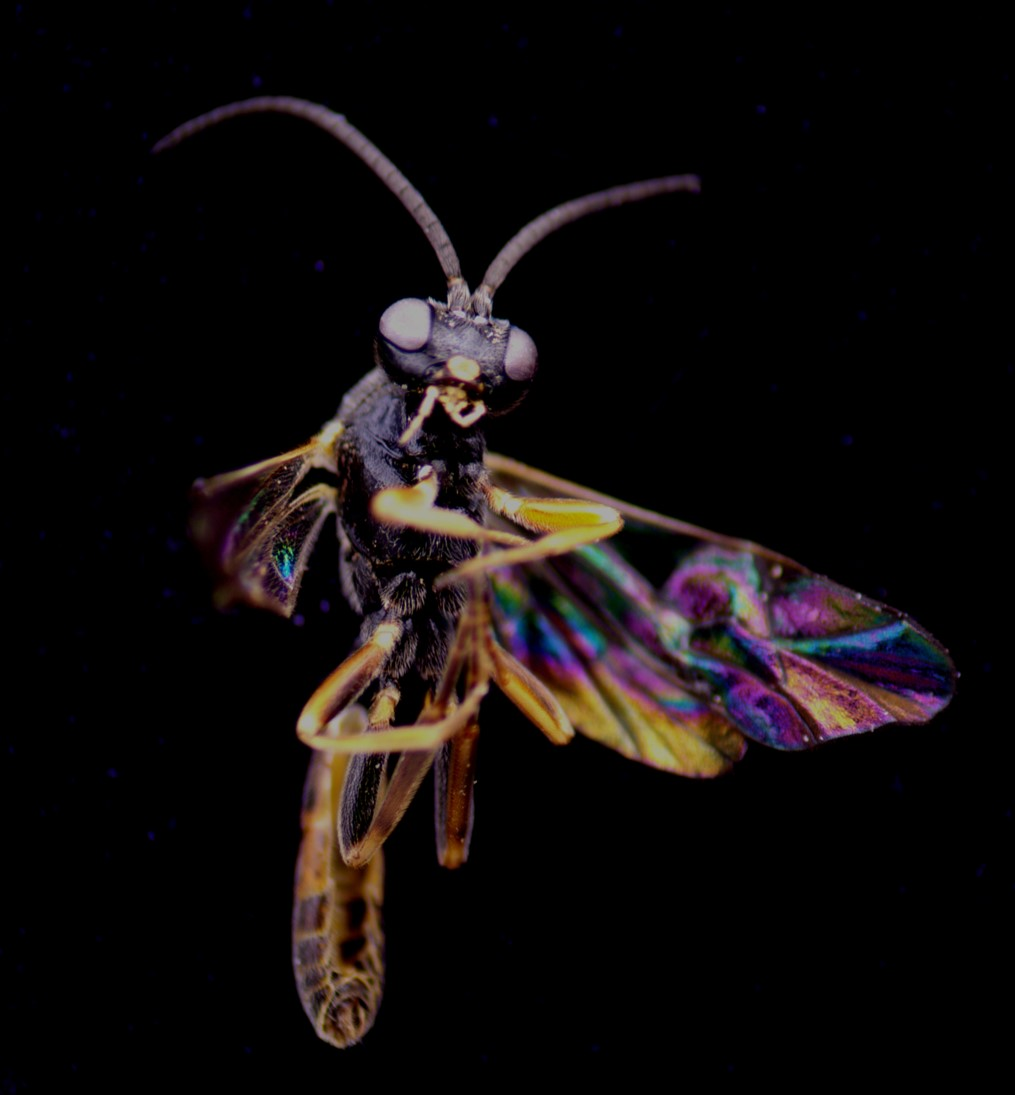
♂
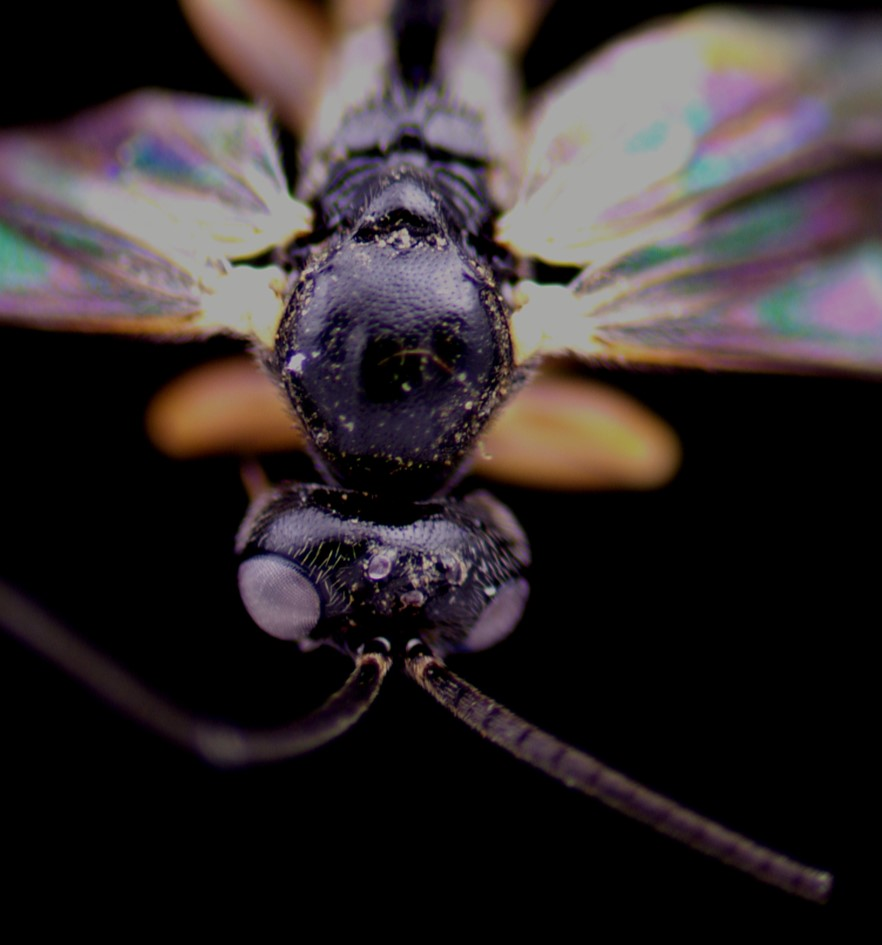
♂
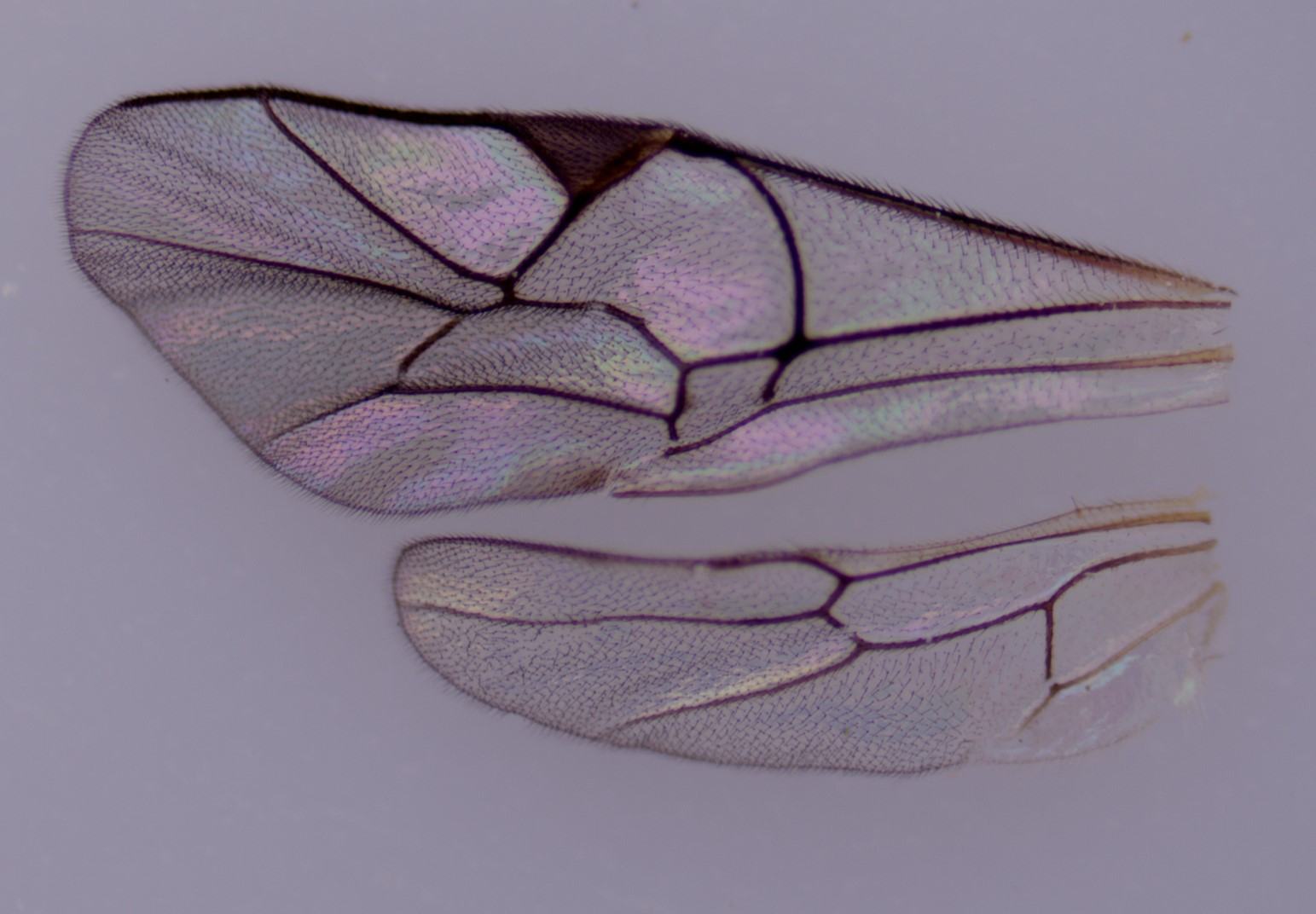
♂ Flügel